# Thailands flygvapen
Kungliga thailändska flygvapnet (thai: กองทัพอากาศไทย, Kong Thap Akat Thai; engelska: Royal Thai Air Force (RTAF)) är Thailands flygvapen. Det bildades 1913 och är ett av de äldsta flygvapnen i Asien. Flygvapnet har under åren varit engagerat i ett flertal större och mindre krig[källa behövs]. Under Vietnamkriget försågs flygvapnet med utrustning och vapen från det amerikanska flygvapnet, US Air Force.

## Historik
I februari 1911 visade den belgiska piloten Charles Van Den Born upp det första flygplanet i dåvarande Siam vid Sa Pathum Horse Racing Course. Uppvisningen av flygplanet imponerade de statliga myndigheterna och den 28 februari 1912 skickade landet tre officerare till Frankrike för att lära dem flyga. Frankrike ansågs vid den tiden vara den viktigaste och främsta nationen gällande luftfart[källa behövs]. I november 1913 återkom de tre officerarna till Siam. Med sig hade de åtta flygplan, fyra av Breguet Type III samt fyra Nieuport IV. I mars 1914 baserades flygplanen vid flygplatsen Don Mueang, efter att inledningsvis ha varit baserade i Sa Pathum.
Landets försvarsministerium bildade Siamese Flying Corps, och inordnade flygkåren i Army Engineer Inspector General Department (ingenjörtrupperna). Dåvarande chef för ingenjörtrupperna, Prins Purachatra och hans bror Chakrabongse Bhuvanath blev huvudpersoner gällande utvecklingen av flygvapnet, vilket 1919 döptes till Royal Siamese Aeronautical Service. År 1937 avskildes flygkåren från armén och bildade Royal Siamese Air Force. Den 24 juni 1939 ändrade premiärminister Plaek Phibunsongkhram landets namn till Thailand vilket medförde att även flygvapnet namnändrades till Royal Thai Air Force.
Fastän Thailand förklarade sig neutralt inför det som utvecklade sig till andra världskriget och man hade försökt få till stånd en icke-aggressionspakt med de tre starkaste makterna i Asien (Storbritannien, Frankrike och Japan), blev man ändå till sist indragen i kriget. Mellan 1940 och 1941 var thailändska flygvapnet inblandat i det fransk-thailändska kriget. Där mötte det en sämre rustad flygstyrka och kunde därför vinna ett större antal luftdueller. Som en allierad till Japan stödde det thailändska flygvapnet landets armé 1942 vid ockupationen av dåvarande Burmas Shanstater. Flygvapnet deltog också i luftförsvaret av Bangkok då de allierade mellan åren 1942 och 1945 genomförde ett antal större anfall med bombflygplan över staden. En del av flygvapnets personal deltog även aktivt för att hjälpa motståndsrörelsen mot Japan.
Efter kriget involverade sig Thailand i Koreakriget genom att stödja FN-koalitionen med tre transportflygplan av typen C-47 Skytrain. Landet blev senare även inblandat i Vietnamkriget som en allierad till USA. Bland annat stödde flygvapnet de amerikanska styrkorna med samma typ av flygplan som man gjorde under Koreakriget. Man genomförde även ett antal flyganfall mot kommunistiska styrkor längs den Thailändska gränsen och inne i Laos, mot flygbasen i Ban Nam Ta. Även vid den thailändska gränsen mot Kambodja förekom sammandrabbningar mellan Thailand och Vietnam. 
Efter att kalla kriget tog slut i början av 1990-talet deltog thailändska flygvapnet 1999 i Operation Border Post 9631, vilken utspelade sig längs den thailändska gränsen mot Burma. År 2003 bistod flygvapnet i evakueringar av utländska medborgare i Kambodja under upploppen i Phnom Penh.

## Chef
Flygvapnet leds (2016) av Commander of the Royal Thai Air Force (thai: ผู้บัญชาการทหารอากาศไทย, svenska: befälhavaren för thailändska flygvapnet), Air Chief Marshal Prajin Jantong och har sitt högkvarter vid Don Muang Airbase, Bangkok, Thailand.

## Organisation

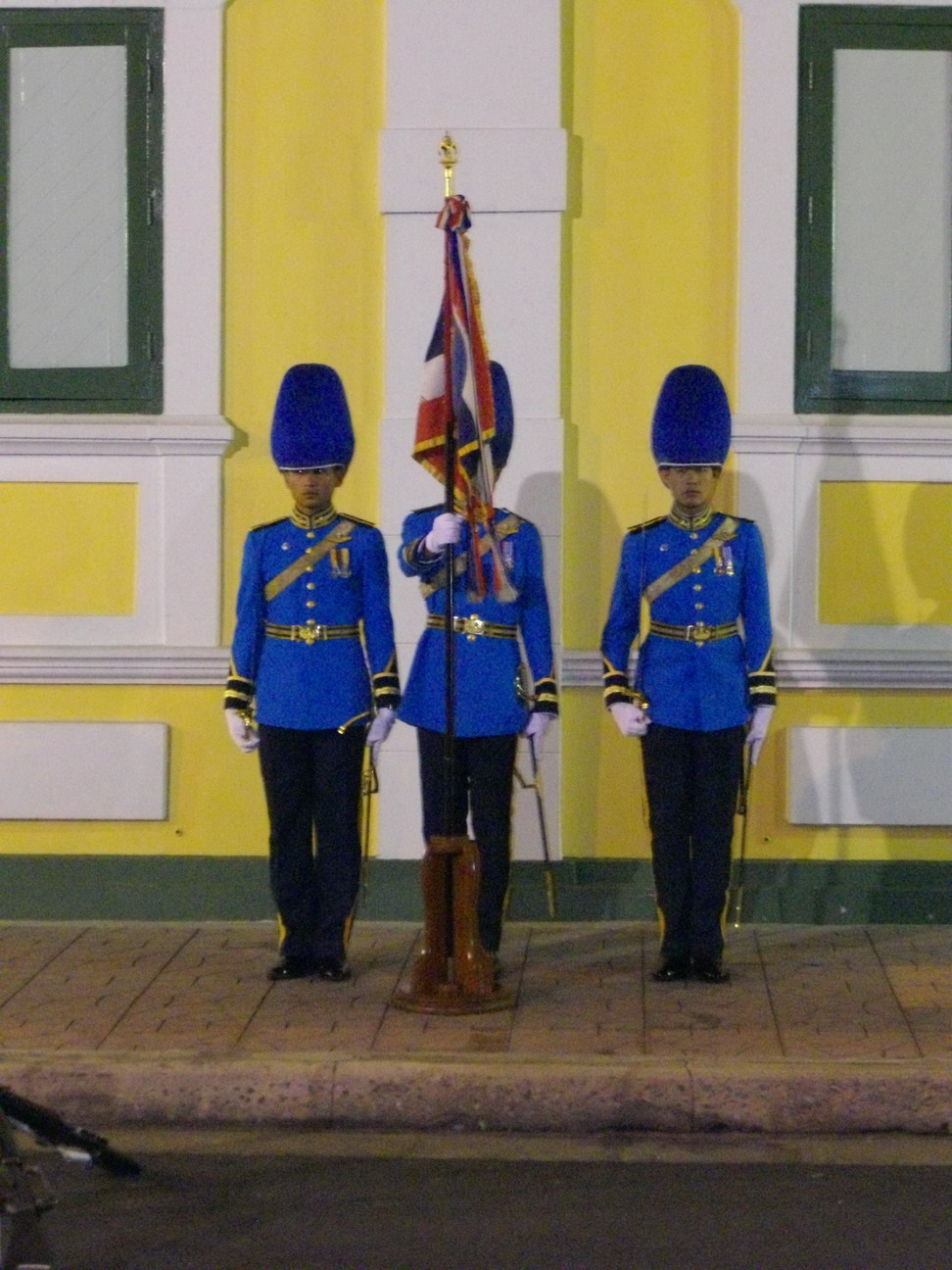
Flygvapenkadetter i paraduniform.

Flygvapnets kommandostruktur är uppdelad i fem grupper, flygstab, logistiskt understöd, utbildning, speciell service, och stridskrafter.
1. Flygstaben i Bangkok ansvarar för stabsfunktioner, planering och styr verksamheten.
2. Stridsgruppen.
3. Supportgruppen förser flygvapnet med teknik, kommunikation, ammunition, transport, kvartermästare och medicinsk support.
4. Utbildningsgruppen samordnar och övervakar flygvapnets samtliga utbildningsprogram.
5. Speciella servicegruppen har personalansvar över flygvapnets personal, samt samordnar och koordinerar flygvapnets verksamhet med den civila luftfarten.

### Flygbaser
Flygvapnet upprätthåller ett antal moderna flygbaser, vilka är upprättade mellan 1954 och 1968. Samtliga aktiva baser har permanenta byggnader, samt material och personal för marksupport. Alla utom en flygbas anlades och användes av US Air Force fram till dess tillbakadragande från Thailand 1976. Underhållet av de flygbaser som USA efterlämnade i Thailand har visat sig vara kostsamt och antalet överstiger landets behov[källa behövs]. Trots det är samtliga baser med tillhörande rullbanor fortfarande öppna och tillgängliga för utbildning och nödsituationer.
Högkvarter och stab ligger vid Don Muang airport, på motsatta sidan av rullbanan ligger Don Mueang internationella flygplats. Utöver Don Muang är Ubon Royal Thai Air Force Base i Ubon Ratchathani och Takhli Royal Thai Air Force Base i Takhli två stora flygbaser.

### Flygskvadroner
Följande flygskvadroner är aktiva inom flygvapnet.

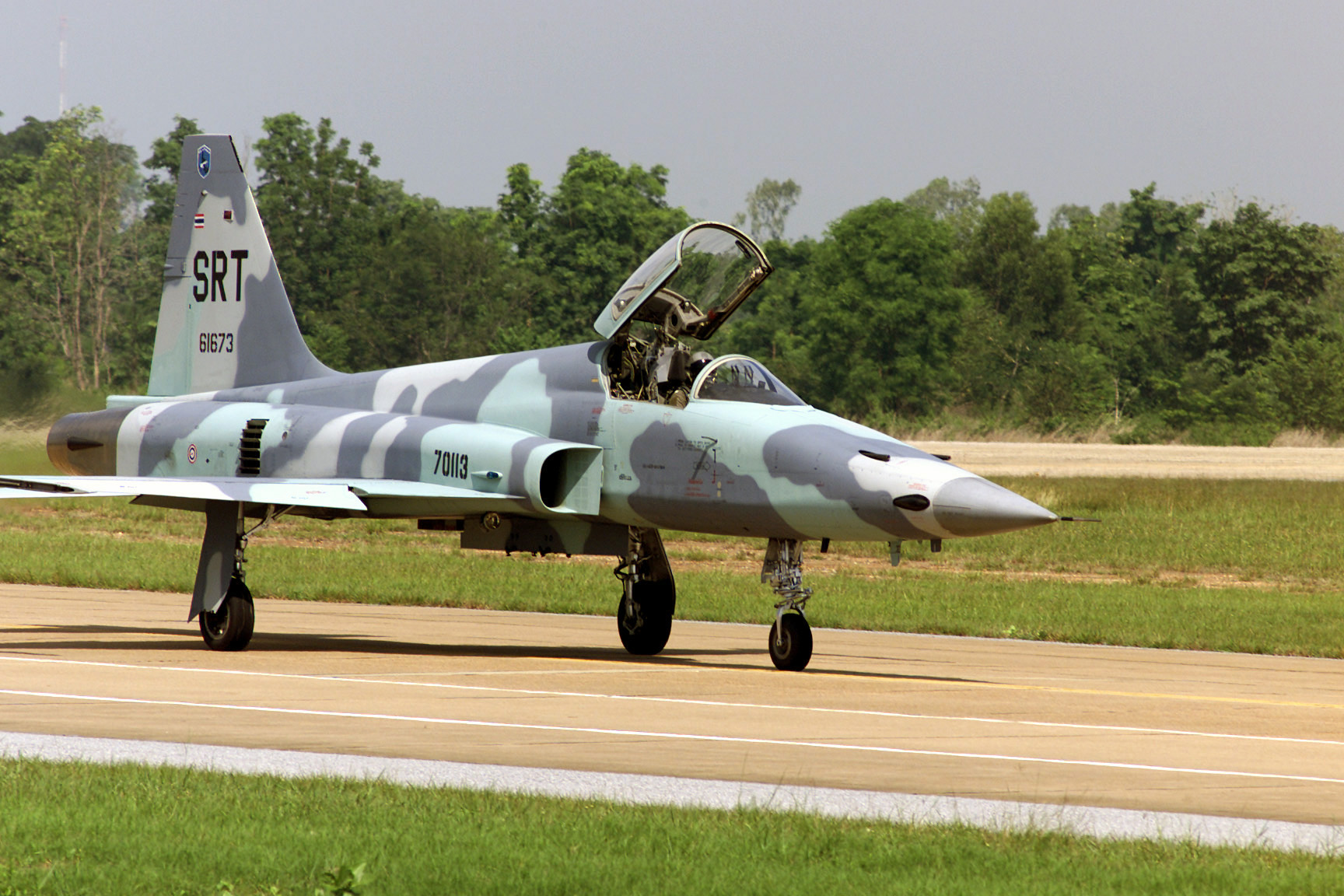
F-5E tillhörande "904. Aggressor Squadron".

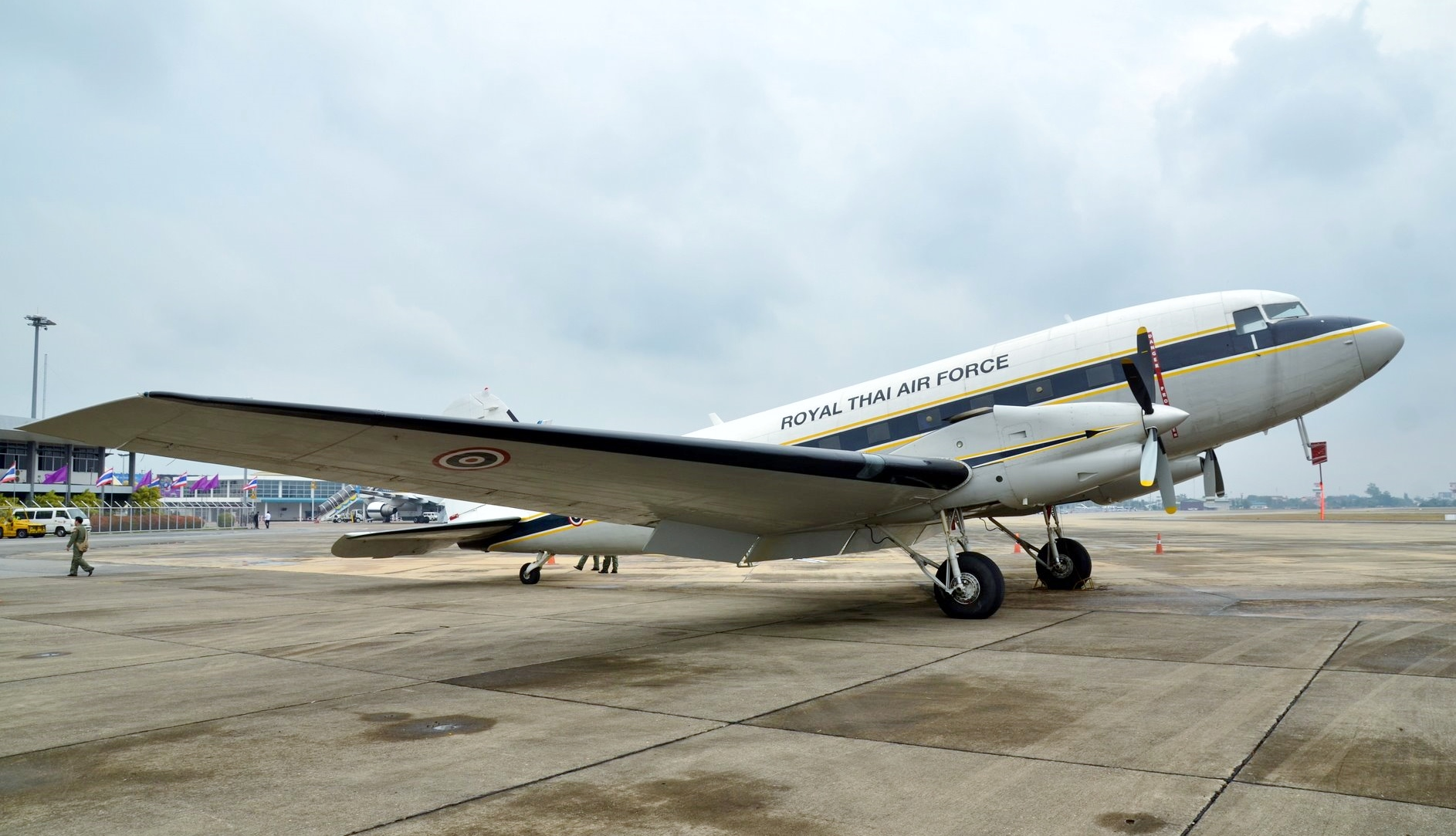
Thailändsk Basler BT-67.

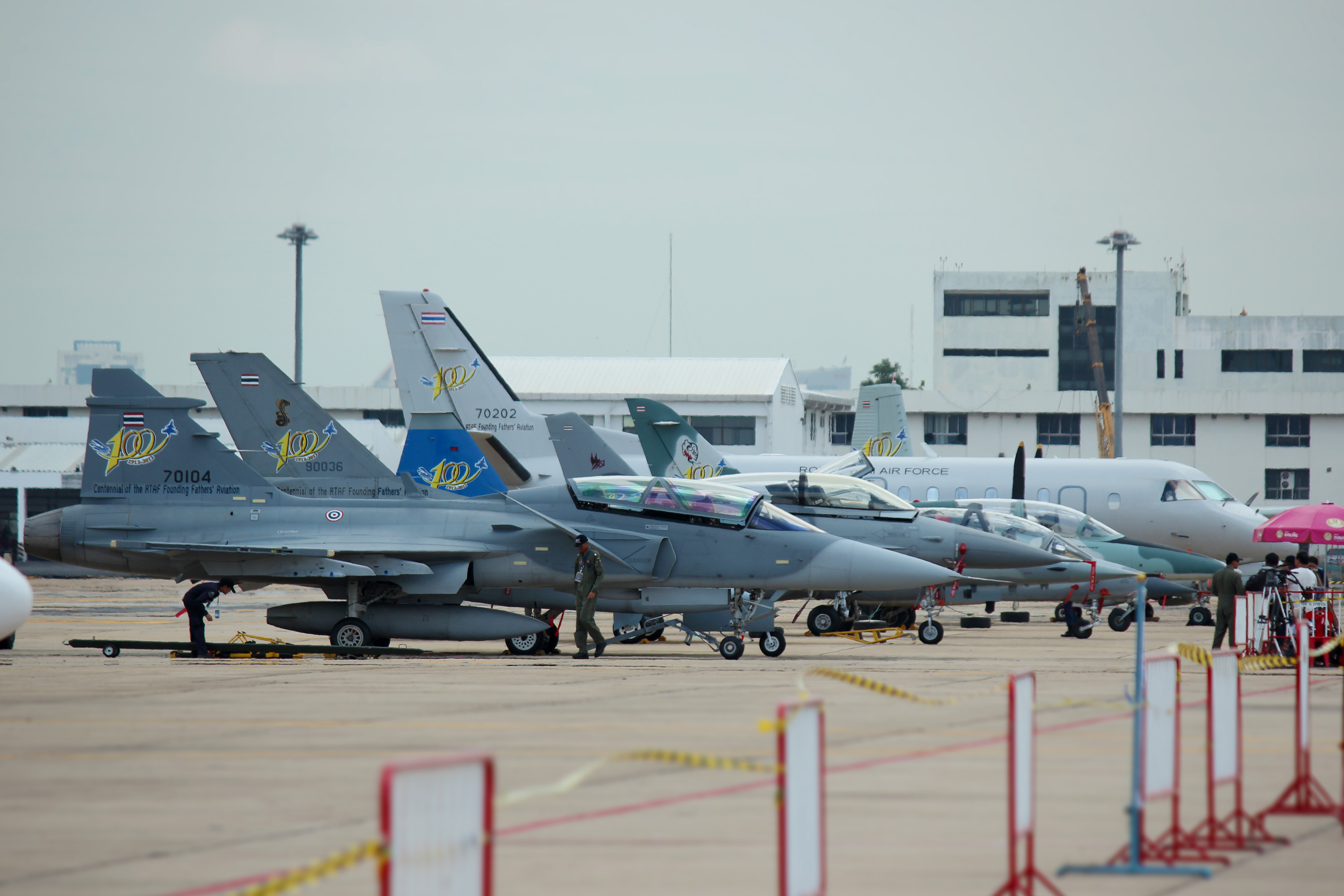
Thailändska stridsflygplan.

| Skvadron                      | Luftfartyg                   | Wing                   | RTAF flygbas                 | Kommentarer                                                      |
| ----------------------------- | ---------------------------- | ---------------------- | ---------------------------- | ---------------------------------------------------------------- |
| 102. Fighter Sqn              | F-16A/B ADF                  | Wing 1                 | RTAFB Korat                  |                                                                  |
| 103. Fighter Sqn              | F-16A/B                      | Wing 1                 | RTAFB Korat                  |                                                                  |
| 201. Helicopter Sqn           | Bell 412, S-92               | Wing 2                 | Khok Ka Thiem                | Tillhör kungliga gardet                                          |
| 203. Helicopter Sqn           | UH-1H                        | Wing 2                 | Khok Ka Thiem                | SAR detachements på ett flertal orter. Kommer ersättas av EC 725 |
| 401. Light Attack Sqn         | L-39                         | Wing 4                 | RTAFB Takhli                 | Kommer ersättas av T-50                                          |
| 402. Elint Sqn                | Learjet 35, IAI Arava        | Wing 4                 | RTAFB Takhli                 |                                                                  |
| 403. Fighter Sqn              | F-16AM/BM                    | Wing 4                 | RTAFB Takhli                 |                                                                  |
| 501. Light Attack Sqn         | Fairchild AU-23              | Wing 5                 | Prachuap Khiri Khan Province |                                                                  |
| 601. Transport Sqn            | C-130H/H-30                  | Wing 6                 | RTAFB Don Muang              |                                                                  |
| 602. Royal Flight Sqn         | A319, B737                   | Wing 6                 | RTAFB Don Muang              | Tillhör kungliga gardet                                          |
| 603. Transport Squadron       | ATR 72                       | Wing 6                 | RTAFB Don Muang              |                                                                  |
| 604. Civil Pilot Training Sqn | PAC CT-4A, T-41D             | Wing 6                 | RTAFB Don Muang              |                                                                  |
| 701. Fighter Sqn              | JAS 39 Gripen C/D            | Wing 7                 | Surat Thani                  | Totalt 12 Gripens (4 Gripen D och 8 Gripen C), ersätter F-5E/F.  |
| 702. Sqn                      | Saab 340, S-100B Argus       | Wing 7                 | Surat Thani                  | Saab 340 70201 och S-100B Argus AEW 70202                        |
| 211. Fighter Sqn              | F-5T Tigris                  | Wing 21                | RTAFB Ubon                   |                                                                  |
| 231. Attack Sqn               | Alpha Jet                    | Wing 23                | RTAFB Udorn                  |                                                                  |
| 411. Fighter Sqn              | L-39                         | Wing 41                | Chiang Mai                   |                                                                  |
| 461. Transport Sqn            | GAF Nomad, Basler BT-67      | Wing 46                | Phitsanulok                  | Bistår även med flygningar för regnframkallning.                 |
| 561. Fighter Sqns             | -                            | Wing 56                | Hat Yai                      | Framskjuten bas för 701 Fighter Sqn.                             |
| 904. Aggressor Sqn            | F-5E                         | -                      | RTAFB Don Muang              | Tidigare enhet för kronprinsen Vajiralongkorn Mahidol.           |
| 1. Flying Training Sqn        | PAC CT/4E                    | Flying Training School | Kamphang Saen                | Flygutbildning fixed-wings (flygplan).                           |
| 2. Flying Training Sqn        | Pilatus PC-9M                | Flying Training School | Kamphang Saen                | Grundläggande flygutbildning.                                    |
| 3. Flying Training Sqn        | Bell 206B (avvecklades 2006) | Flying Training School | Kamphang Saen                | Flygutbildning, helikopter.                                      |

#### Royal Thai Air Force Commando Company
Royal Thai Air Force Commando Company är en enhet inom flygvapnet på drygt 100 man och flygvapnets "Special Combat Operations Squadron". Enheten bildades 1970 och är baserad vid Don Muang Airport. Enheten har bland annat som uppgift att avbryta kapningsförsök.

### Flottiljer

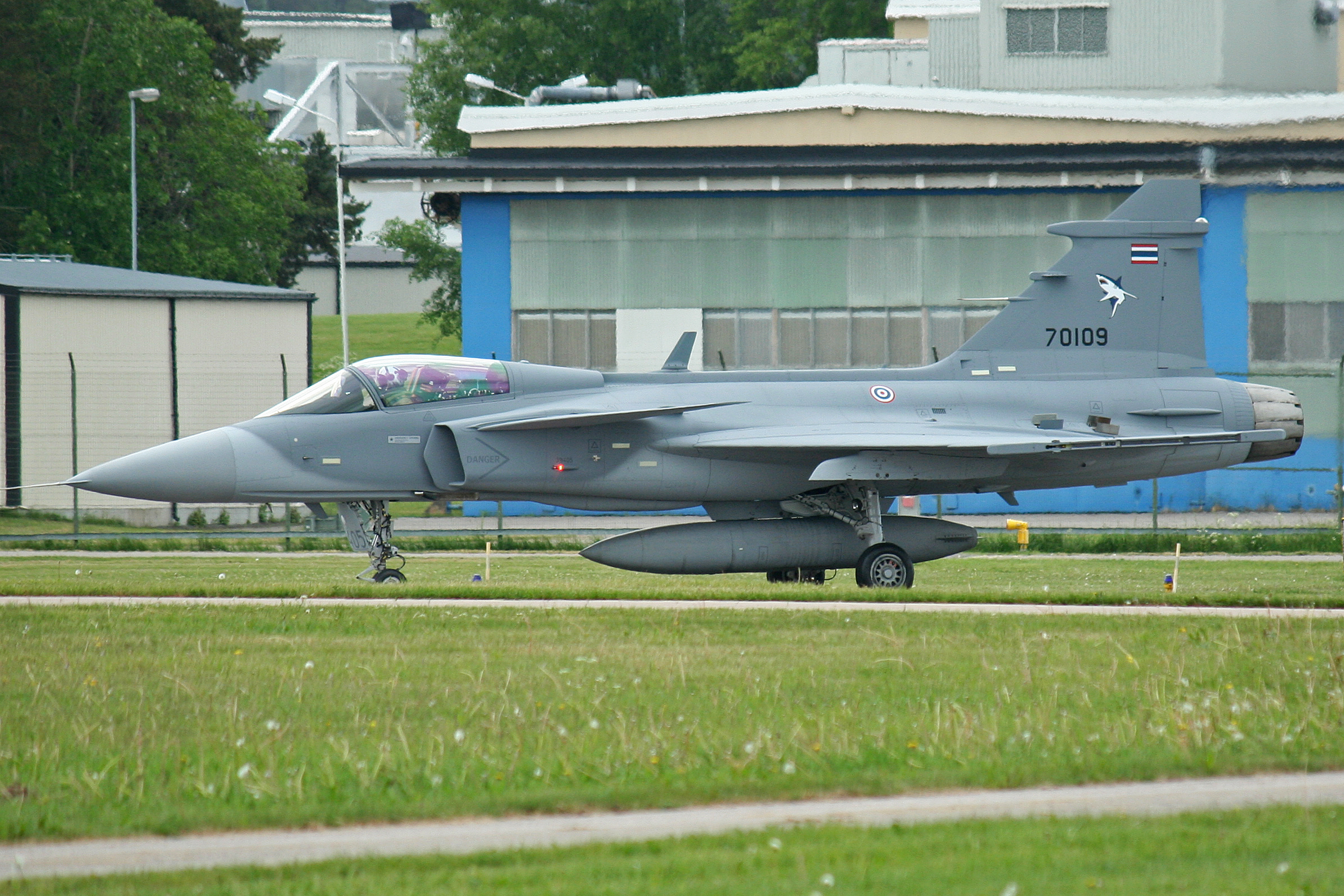
Thailändsk Saab JAS 39 Gripen.

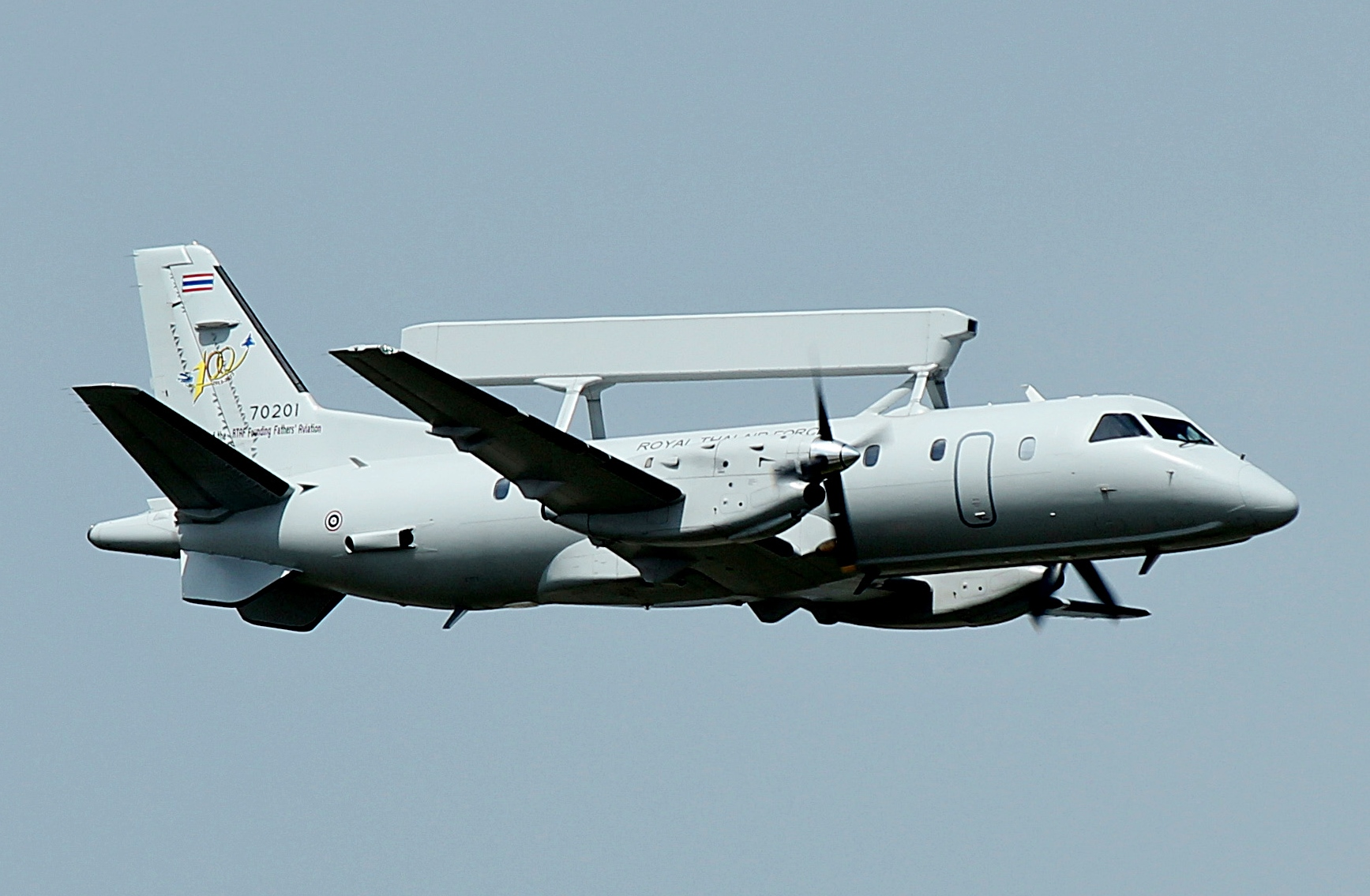
Thailändsk SAAB 340/AEW.

Stridsgruppen inom thailändska flygvapnet är uppdelad på elva flottiljer, en flygskola samt några till flygstaben direktrapporterande enheter:
- Directorate of Air Operations Control, RTAF
- RTAF Security Force Command
- Flying Training School
1st, 2nd and 3rd Flying Training Squadrons, baserad vid RTAFB Kamphaeng Saen i provinsen Nakhon Pathom.
- Wing 1
Stridsflygflottilj, baserad vid RTAFB Korat i Nakhon Ratchasima provinsen.
- Wing 2
Helikopterflottilj, bistår med transporter och Search and Rescue. Normalt baserad vid RTAFB Lop Buri i provinsen Lop Buri.
- Wing 4
Lätt attack- och jaktflygflottilj, baserad vid RTAFB Takhli i provinsen Nakhon Sawan.
- Wing 5

- Transportflygflottilj, bistår med transporter och specialtransporter. Baserad vid RTAFB Prachuap Khiri Khan i Ao Manao, Prachuap Khiri Khan.
- Wing 6
Transportflygflottilj, bistår flygvapnet med flygtransporter, kartläggning, kommunikation och mätning. Baserad vid RTAFB Don Muang/Bangkok.
- Wing 7
Stridsflygflottilj, baserad vid RTAFB Surat Thani i provinsen Surat Thani. Flottiljens smeknamn är "Ferocious Shark of the Andaman" samt "House of Gripen" då de flyger just JAS 39 Gripen.[7]
- Wing 21
Jakt- och attackflygflottilj, baserad vid RTAFB Ubon Ratchathani i provinsen Ubon Ratchathani.
- Wing 23
Lätt attackflygflottilj, baserad vid RTAFB Udon i provinsen Udon Thani.
- Wing 41
Lätt attackflygflottilj, baserad vid RTAFB Chiang Mai i provinsen Chiang Mai.
- Wing 46
Transportflygflottilj, bistår med transporter och regnframkallning. Baserad vid RTAFB Phitsanulok i provinsen Phitsanulok.
- Wing 56
Front operativa basen, baserad vid RTAFB Hatyai i provinsen Songkhla.

## Flotta

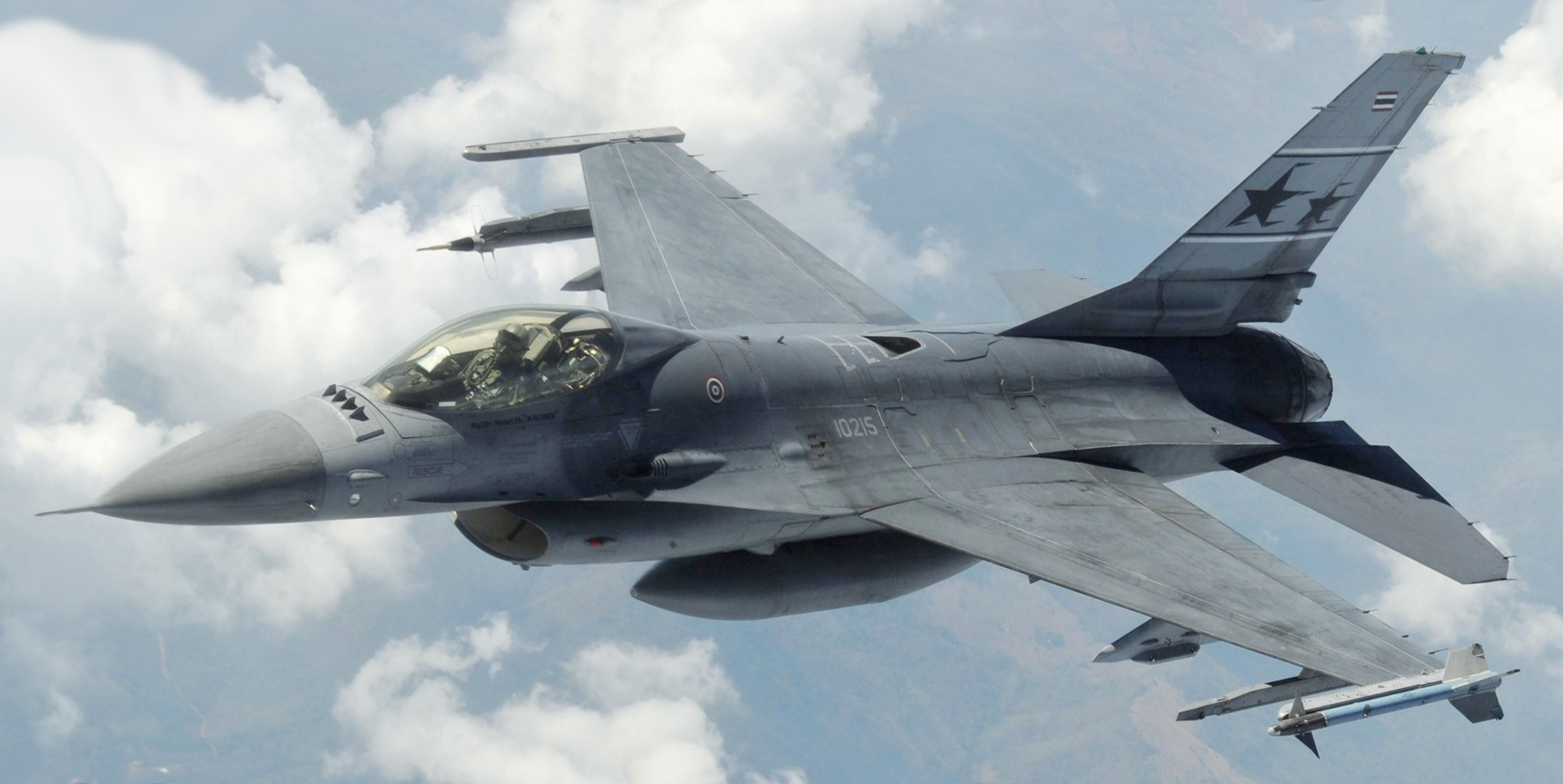
Thailändsk F-16, inför lufttankning av en KC-135.

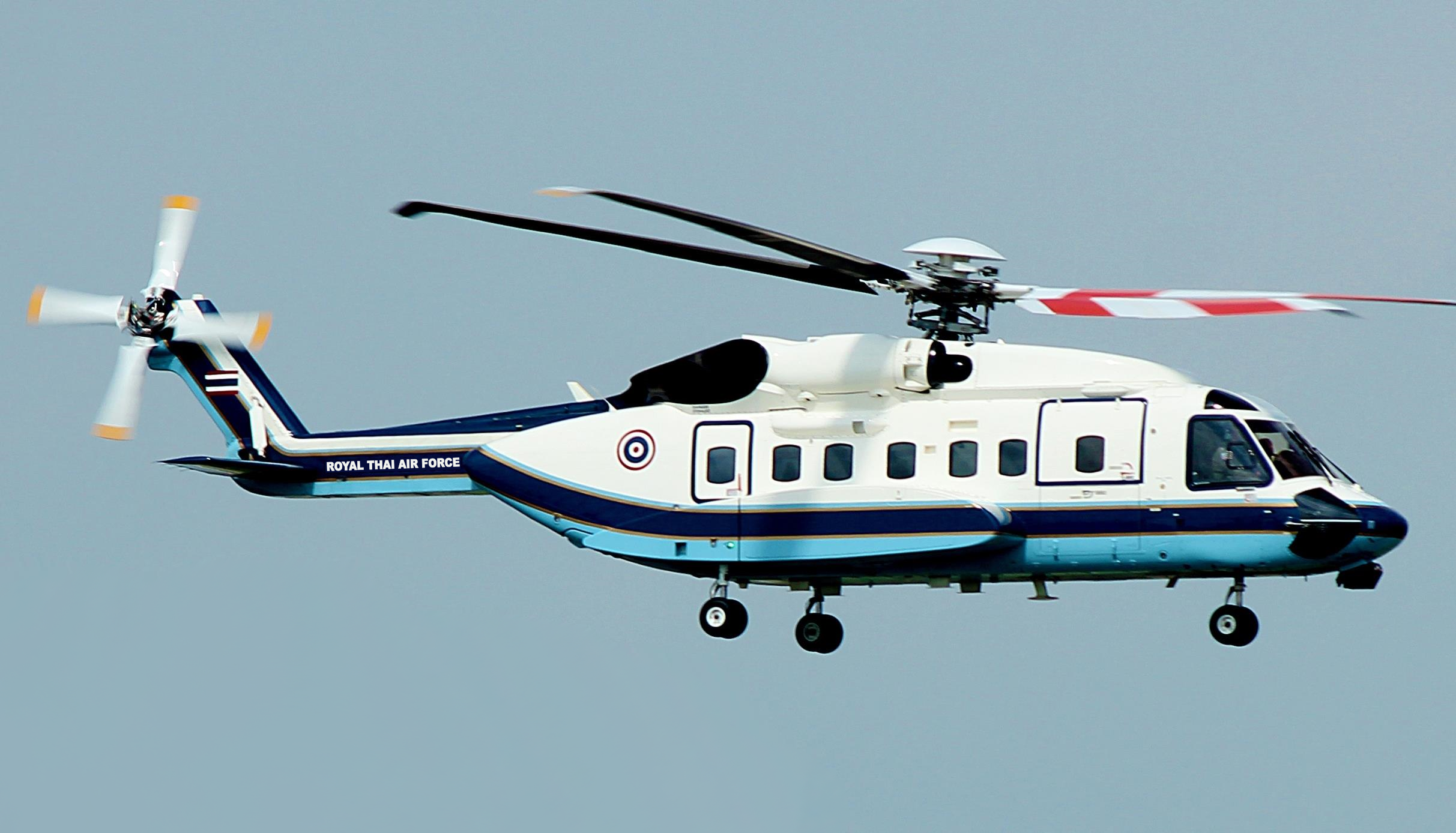
Thailändsk S-92 i tjänst för statsflyg.

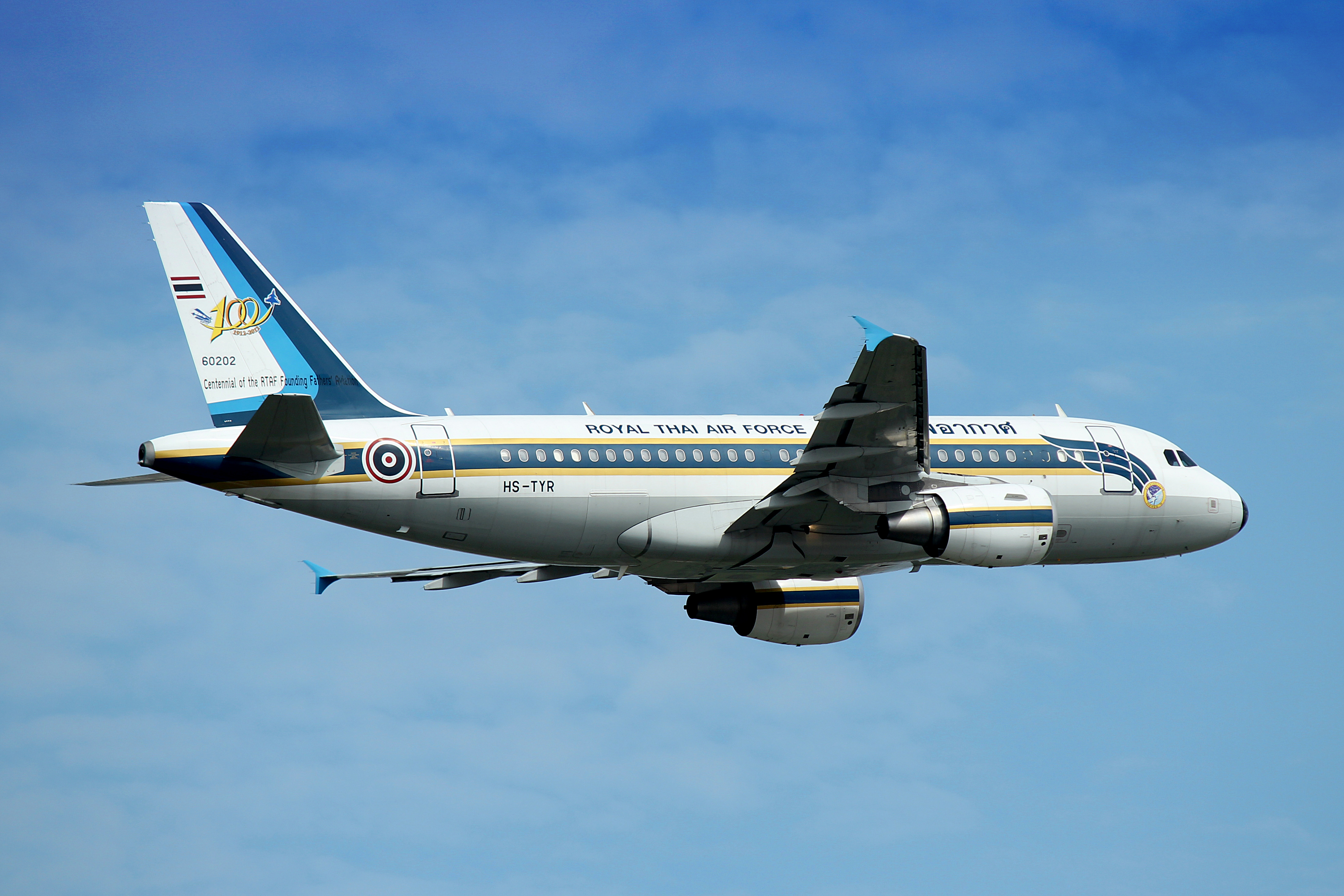
Thailändsk A319.

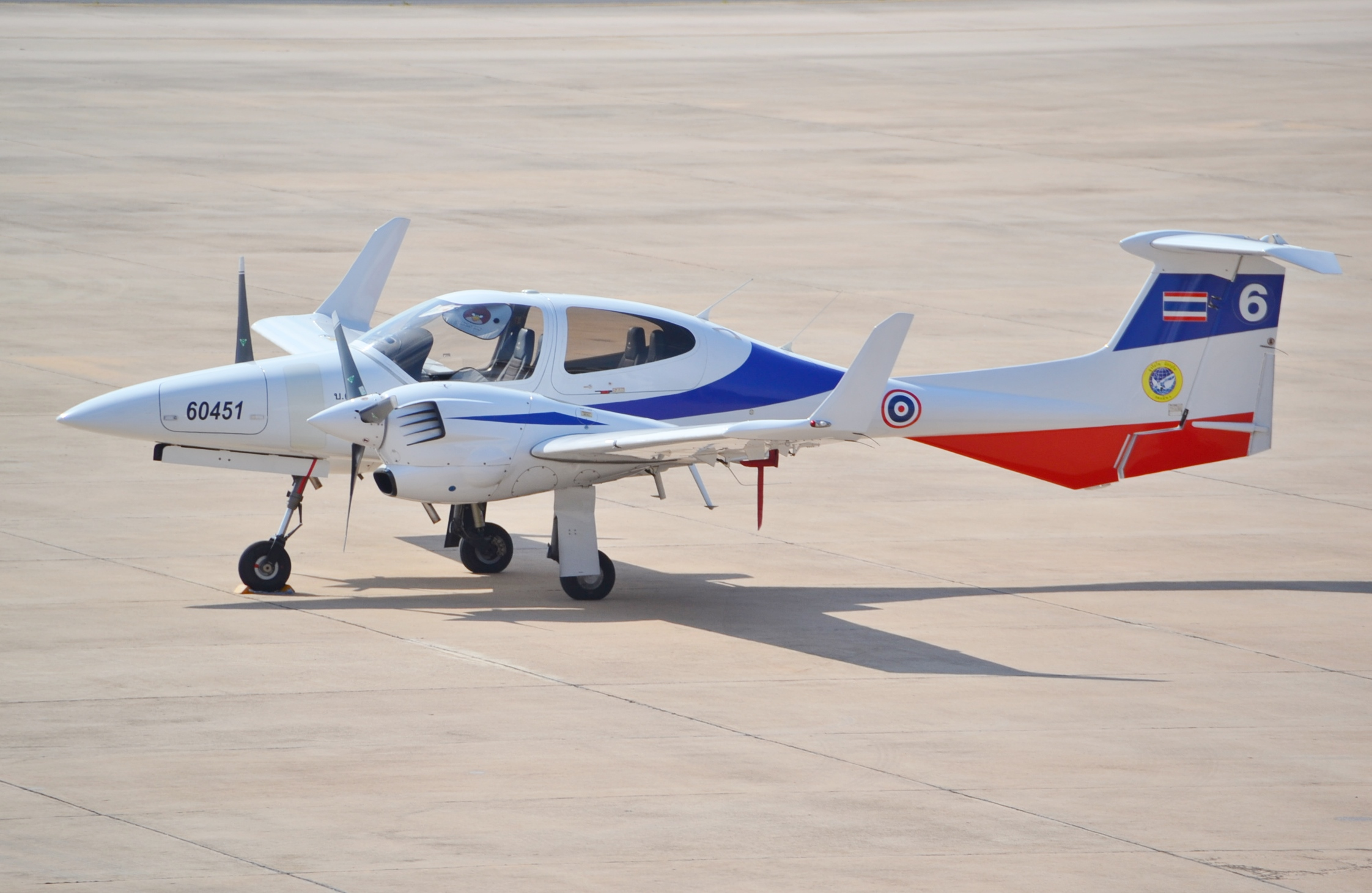
Royal Diamond DA42 vid Khon Kaen.

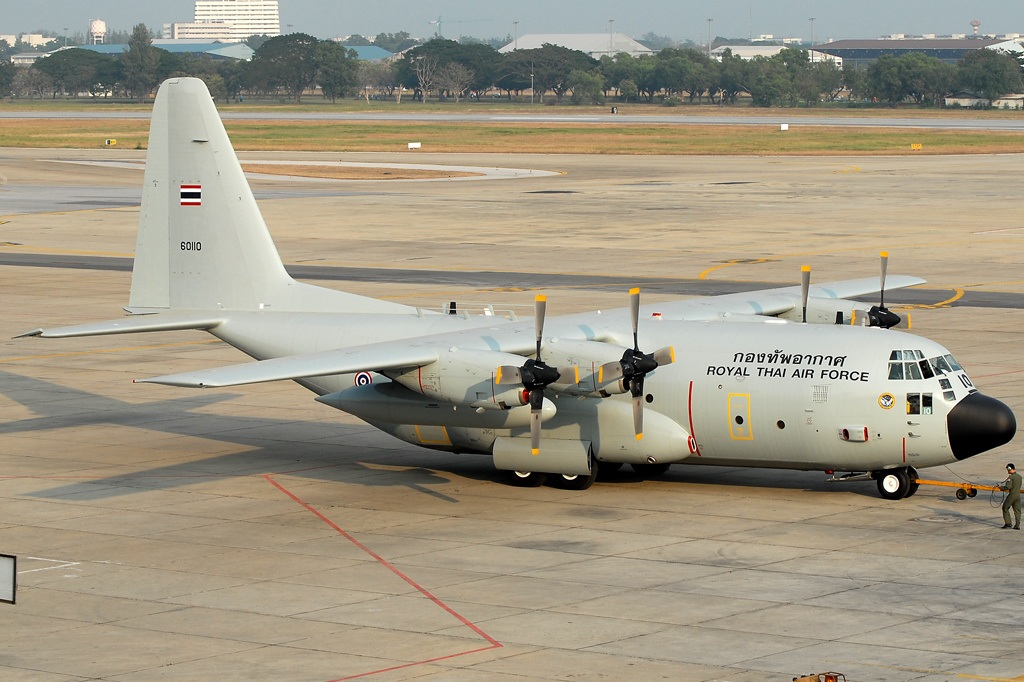
Thailändsk Lockheed C-130H Hercules.

| Luftfartyg           | Ursprung             | Roll                    | Variant        | Antal i tjänst | Kommentar                                              |                |
| Stridsflygplan       | Stridsflygplan       | Stridsflygplan          | Stridsflygplan | Stridsflygplan | Stridsflygplan                                         | Stridsflygplan |
| -------------------- | -------------------- | ----------------------- | -------------- | -------------- | ------------------------------------------------------ | -------------- |
| Northrop F-5         | USA                  | Jaktflygplan            | F-5E           | 29             |                                                        |                |
| F-16 Fighting Falcon | USA                  | Jaktflygplan            | F-16A OCU/ADF  | 40 / 13        |                                                        |                |
| JAS 39 Gripen        | Sverige              | Enhetsflygplan          | JAS 39C        | 8              |                                                        |                |
| Alpha Jet            | Frankrike / Tyskland | Lättattackflygplan      |                | 19             |                                                        |                |
| AEW&C                |                      |                         |                |                |                                                        |                |
| Saab 340 AEW&C       | Sverige              | Luftburen tidig varning | S 100B         | 2              | Flygplan utrustad med Erieye radar                     |                |
| Spaningsflygplan     |                      |                         |                |                |                                                        |                |
| Diamond DA42         | Österrike            | Spaningsflygplan        |                | 5              |                                                        |                |
| Piaggio P.180        | Italien              | Spaningsflygplan        |                |                | 1 på order                                             |                |
| Learjet 35           | USA                  | Fotokartläggning        |                | 1              |                                                        |                |
| Transportflygplan    |                      |                         |                |                |                                                        |                |
| Boeing 737           | USA                  | Statsflyg               |                | 1              |                                                        |                |
| Airbus A319          | Frankrike            | Statsflyg               | A319CJ         | 1              |                                                        |                |
| Basler BT-67         | USA                  | Transport               |                | 6              | Modifierad Douglas DC-3 med P&W PT6A Turboprop motorer |                |
| C-130 Hercules       | USA                  | Transport               | C-130H         | 12             |                                                        |                |
| HS 748               | Storbritannien       | Transport               |                | 5              |                                                        |                |
| Super King Air       | USA                  | Transport               | 90             | 1              |                                                        |                |
| GAF Nomad            | Australien           | Transport               | N.22B          | 14             |                                                        |                |
| Saab 340             | Sverige              | Transport               |                | 2              |                                                        |                |
| IAI Arava            | Israel               | Transport               |                | 2              |                                                        |                |
| Helikopter           |                      |                         |                |                |                                                        |                |
| Sikorsky S-92        | USA                  | Statsflyg / Med Evac    |                | 3              |                                                        |                |
| Eurocopter EC725     | Frankrike            | CSAR/SAR                |                | 4              | 2 på order                                             |                |
| Bell UH-1            | USA                  | CSAR/SAR                | UH-1H          | 17             |                                                        |                |
| Bell 412             | USA                  | Transport               |                | 8              |                                                        |                |
| Skolflygplan         |                      |                         |                |                |                                                        |                |
| Northrop F-5         | USA                  | Skolflygplan            | F-5B/F         | 4              |                                                        |                |
| F-16 Fighting Falcon | USA                  | Skolflygplan            | F-16B          | 15             |                                                        |                |
| JAS 39 Gripen        | Sverige              | Skolflygplan            | JAS 39D        | 4              |                                                        |                |
| Aero L-39            | Tjeckien             | Skolflygplan            |                | 35             |                                                        |                |
| Pilatus PC-9         | Schweiz              | Skolflygplan            |                | 23             |                                                        |                |
| Diamond DA42         | Österrike            | Skolflygplan            |                | 6              |                                                        |                |
| KAI T-50             | Sydkorea             | Skolflygplan            | T-50TH         |                | 4 på order                                             |                |

## Vapensystem
| Typ                                                    | Ursprungsland  | Roll                                     | Antal | Kommentarer                                                           |
| ------------------------------------------------------ | -------------- | ---------------------------------------- | ----- | --------------------------------------------------------------------- |
| Air-to-air robotar (luft-till-luft)                    |                |                                          |       |                                                                       |
| IRIS-T                                                 | Tyskland       | SRAAM                                    | 40+   | på JAS-39 C/D.                                                        |
| Meteor                                                 | Tyskland       | BVRAAM                                   | ?     | på JAS-39 C/D (planerad).                                             |
| AIM-9P-3/P-4/M-9 Sidewinder                            | USA            | SRAAM                                    | 550+  | på F-5 E/F/T, F-16 A/B/ADF/MLU, JAS-39 C/D, Alpha Jet A, L-39 ZA/ART. |
| AIM-120C5/C7 AMRAAM                                    | USA            | BVRAAM                                   | 100+  | på F-16 ADF/MLU, JAS-39 C/D. C7.                                      |
| Python-4                                               | Israel         | AAM                                      | 50+   | på F-5 T.                                                             |
| Air-to-Surface (luft-till-mark) robotar/raketer/bomber |                |                                          |       |                                                                       |
| GBU-10, GBU-12, GBU-22                                 | USA            | Laserstyrd bomb                          | ?     | på F-5 E/F/T, F-16 A/B/ADF/MLU, JAS-39 C/D                            |
| GBU-31, GBU-38                                         | USA            | GPS-styrd bomb                           | ?     | JAS-39 C/D (planerad), F-16 MLU (planerad).                           |
| Mk 81/Mk82/Mk84                                        | USA            | 250/500/2000 pound general purpose bombs | ?     | on F-5 E/F/T, F-16 A/B/ADF/MLU, JAS-39 C/D, Alpha Jet A, L-39 ZA/ART. |
| BLU-10A/B,-23/B,-32B/C,-27/B                           | USA            | Napalm Bomb                              | ?     | på F-5 E/F/T, F-16 A/B/ADF/MLU, JAS-39 C/D, Alpha Jet A, L-39 ZA/ART. |
| CBU-59/B,-71A/B                                        | USA            | Cluster Bomb                             | ?     | på F-5 E/F/T, F-16 A/B/ADF/MLU, JAS-39 C/D, Alpha Jet A, L-39 ZA/ART. |
| AGM-65D/G/G-2 Maverick                                 | USA            | Air-to-Ground Missile                    | 300+  | på F-16 A/B/ADF/MLU, JAS-39 C/D.                                      |
| RBS-15F Mk.2                                           | Sverige        | (200 kg) Anti-ship missile               | 12    | på JAS-39 C/D.                                                        |
| CRV-7                                                  | Kanada         | 2.75inch rocket                          | ?     | på F-5 E/F/T, F-16 A/B/ADF/MLU, JAS-39 C/D, Alpha Jet A, L-39 ZA/ART. |
| Mk.40                                                  | USA            | 2.75inch rocket                          | ?     | på F-5 E/F/T, F-16 A/B/ADF/MLU, JAS-39 C/D, Alpha Jet A, L-39 ZA/ART. |
| GPU-5/A                                                | USA            | 30mm gun pod                             | ?     | på F-5 E/F/T. Podded version av GAU-8 Avenger.                        |
| Luftvärnssystem                                        |                |                                          |       |                                                                       |
| Oerlikon ADATS                                         | Schweiz        | laser-guided supersonic missile          | 4     | Fixed emplacement/semi-mobile                                         |
| Saab Bofors Dynamics RBS 70 Mk.2                       | Sverige        | Man-portable air-defence system (MANPAD) | ?     |                                                                       |
| QW-2 Vanguard II                                       | Kina           | Man-portable air-defence system (MANPAD) | ?     |                                                                       |
| Rheinmetall Mauser Mk.30 mod.F                         | Tyskland       | Twin 30mm Anti Aircraft Artillery        | 8     |                                                                       |
| Bofors 40mm L/70                                       | Sverige        | 40mm Anti Aircraft Artillery             | ?     |                                                                       |
| Type 74                                                | Kina           | Twin 37mm Anti Aircraft Artillery        | ?     |                                                                       |
| Stridslednings- och luftbevakningssystem, väderradar   |                |                                          |       |                                                                       |
| Lockheed Martin AN/FPS-117                             | USA            | Long Range 3D Air Search Radar           | 2     | RTADS I.                                                              |
| Alenia Marconi Systems Martello-743D                   | Storbritannien | Long Range 3D Air Search Radar           | 4     | RTADS l/ll.                                                           |
| Northrop Grumman AN/FPS-130X                           | USA            | Long Range 3D Air Search Radar           | 3     | RTADS lll.                                                            |
| Northrop Grumman AN/TPS-78                             | USA            | Long Range 3D Air Search Radar           | 3     | RTADS ll.                                                             |
| Lockheed Martin AN/TPS-79                              | USA            | Long Range 3D Air Search Radar           | 1     | RTADS ll.                                                             |
| Siemens DR-162 ADV                                     | USA            | Short Range 2D Air Search Radar          | ?     |                                                                       |
| Northrop Grumman AN/TPS-703                            | USA            | Mobile Long Range 3D Air Search Radar    | 3     |                                                                       |
| Ericsson Giraffe-180/40                                | Sverige        | Mobile Medium Range 2D Air Search Radar  | 2+/2  |                                                                       |
| Toshiba-ASR                                            | Japan          | Airport Surveillance Radar               | ?     |                                                                       |
| Enterprise Electronics DWSR-88C                        | USA            | Weather Radar                            | ?     |                                                                       |
| Enterprise Electronics TVDR-3501C                      | USA            | Weather Radar                            | ?     |                                                                       |
| Enterprise Electronics TVDR-2500C                      | USA            | Mobile Weather Radar                     | ?     |                                                                       |
| KRONOS Radar Systems                                   | Italien        | Air Search Radar                         | ?     |                                                                       |
| Avia Satcom C2ADS                                      | Thailand       | Air Search Radar                         | ?     |                                                                       |
| Markbaserade vapensystem                               |                |                                          |       |                                                                       |
| Cadillac Gage V150 Commando                            | USA            | 4x4 armored car                          | 12    | With 12.7mm and 7.62mm MG                                             |
| Rheinmetall Condor                                     | Tyskland       | 4x4 armored car                          | 18    | With 20mm and 7.62mm MG                                               |